# Herochroma hypoglauca
Herochroma hypoglauca là một loài bướm đêm trong họ Geometridae.